# Imzad
L'imzad (in arabo إمزاد‎?, anche amẓad o umẓad, lett. "capelli" o "peli") è uno strumento musicale tipico dei tuareg molto simile a un violino.
Nel 2013 è stato inserito nella lista rappresentativa del patrimonio culturale immateriale dell'umanità dell'UNESCO.

## Storia
Le origini dell'imzad sono molto antiche e sono scollegate dall'avvento dell'Islam. Ai tempi di Charles de Foucauld, questo strumento era considerato un simbolo patriottico ed era ritenuto elegante e nobile. Veniva eseguito negli ahāl (musica d'amore), tant'è che la sua esecuzione era sinonimo di espressione di parole piacevoli e lusinghiere.
In passato circa la metà delle donne nobili era in grado di suonare questo strumento, mentre in tempi moderni è stato pressoché abbandonato e addirittura proibito in alcuni contesti.

## Descrizione e modalità di esecuzione
La cassa di risonanza è costituita da una semisfera di diametro variabile (dai 20 ai 50 cm), sulla quale è tesa e fissata mediante corde o spine di acacia della pelle di capra sommariamente conciata e tosata. Lo strumento può presentare a volte delle decorazioni effettuate con la scrittura tifinagh.
L'imzad possiede una sola corda fatta di crine di cavallo e rivestita di resina che è fissata alle estremità del manico con una striscia di pelle sottile. La sua tensione viene regolata mediante uno "strozzatore" costituito da una cinghia mobile legata all'impugnatura a distanza regolabile dalla sua estremità. L'arco usato per suonare l'imzad è un semicerchio di legno al quale è fissata una corda di crine di cavallo e rivestita di resina, solitamente colofonia.
I suonatori di imzad sono accovacciati a terra e poggiano lo strumento sulle gambe. La mano sinistra tiene la parte esterna del manico con il pollice sullo strozzatore, mentre con la mano destra si regge l'arco in maniera perpendicolare alla corda, verso il petto.